# Šukrija Alagić
Šukrija Alagić (Tuzla, 20. svibnja 1881. – Derventa, 31. siječnja 1936.), bošnjački arabist, kulturni radnik, učitelj, teolog i leksikograf iz Bosne i Hercegovine.

## Životopis
Rođen u Tuzli, u činovničkoj obitelji podrijetlom iz Konjica. U Sarajevu završio osnovnu školu (ruždiju). Do šestog razreda bio u gimnaziji u Mostaru, u Sarajevu gimnaziju od šestog razreda. Orijentalne jezike i slavistike studirao je u Beču na Filozofskom fakultetu. Diplomirao je 1905. godine. Od iste je godine suplent na Velikoj gimnaziji u Sarajevu. Položio profesorski ispit 1908. Profesorom imenovan 1911. godine. Na mostarskoj gimnaziji je od 1916., od 1917. u Derventi u muškoj učiteljskoj školi pa tri godine poslije na nižoj gimnaziji. Članom Vakufskoga mearifskog povjerenstva 1926. 1927. je potpredsjednik i član saborskog odbora Vakufskoga mearifskog sabora za banjalučko područje. U Tuzli je od 1927. do odlaska u mirovinu direktor gimnazije. Nakon umirovljenja je u Derventi.
Suradnik kulturnog društva muslimana Gajreta. Pisao o načelima i pravilima islama, shvaćanju islamskih životnih načela kako ih propisuje Kur'an te iz islamske povijesti. Objavio članke u više listova. Prireditelj je 1913. Izbora iz Kitabu sireti resulillahi (iz Muhamedova životopisa od Ibn Ishaka), za koji je sastavio. Sastavio Izbor iz 1001 noći (s rječnikom) i rječnik za Fitedail hajvanati. Glavno mu je djelo prijevod Kurana i tumačenja Kurana, tefsira. Alagićev prijevod je prvi prijevod u Hrvata na hrvatski s arapskog izvornika i prvi prijevod nekog tefsira na hrvatski. Uz tekst je preveo tumačenje koji je objavljivao arapski teolog Muhamed Rašid Riza od 1900. u kairskomu vjerskom časopisu Elmenar, oslanjajući se na 
tefsir egipatskog muftije i islamskog učenjaka Šejha Muhameda Abduhua. Alagić je u radu donio arapski tekst, prijepis, prijevod i tumačenje jezika i sadržaja. Suradnik Džemaludina Čauševića. Pripremao je arapsko-hrvatski rječnik. Ivan Esih ga je ocijenio kao "značajnu ličnost hrvatske orijentalistike zbog uspješnih prijevoda i oštroumnih komentara Kurana".